# Orygocera anderesi
Orygocera anderesi is een vlinder uit de familie van de Depressariidae (Platlijfjes). Deze soort is voor het eerst wetenschappelijk beschreven door Pierre Viette in een publicatie uit 1991.
De soort komt voor in Réunion.